# Реч народа
Реч народа је недељни лист Браничевског округа за друштвена и политичка питања који се штампа у Пожаревцу, Србија. Први број листа изашао је 20. јануара 1945. године а уредник листа био је Миодраг Џуверовић, професор Пожаревачке гимназије.

## Историја листа
Указом председника СФР Југославије Јосипа Броза Тита од 16. новембра 1975. године поводом тридесетогодишњице излажења а за нарочите заслуге у информисању и покретању друштвене активности, чиме је учињен значајан допринос социјалистичком развоју земље, лист је одликован Орденом заслуге за народ са сребрним зрацима.

## Галерија
- Просторије листа